# Єдлова

Єдлова (чеськ. Jedlova) – гора на півночі Чехії,  висотою 774 м над рівнем моря, що розташована в районі Дечин, на півночі Устецького краю, неподалік міст Румбурк і Варнсдорф. Є третьою за висотою вершиною Лужицьких гір, після Лужу та Пенкавчої гори.   Навколишній ареал є рекреаційною зоною, а також місцем для зимових видів спорту. Взимку працює канатна дорога, якою можна добратись до вершини. З гори відкривається чудовий краєвид на Чеську Швейцарію (чеськ. České Švýcarsko). На горі розташована оглядова вежа, пам’ятник німецькому байкару Фрідріху Шиллеру,  а також функціонує готель.

## Історія
Кам'яну вежу на вершині гори заввишки 23 метри почали споруджувати ще 1890 року. Станом на 1891 рік вежа була споруджена. Проте за часи Другої світової війни даний об'єкт перейшов у занепад. Реконструкція кам'яної вежі розпочалась в 1992 році, а 3 липня 1993 року вежа вже була відкрита для огляду.